# Vindula agatho
Vindula agatho är en fjärilsart som beskrevs av Hans Fruhstorfer 1915. Vindula agatho ingår i släktet Vindula och familjen praktfjärilar. Inga underarter finns listade i Catalogue of Life.